# 기소 (일본사)
기소(일본어: 碁所 고도코로[*])는 에도 막부의 직책이다. 그 직무는 어성기(막부배 바둑대회)의 관리, 전국의 바둑 기사의 총람 등이었다. 오늘날의 기원 총재직에 해당한다고 볼 수 있다.
사사봉행의 관할 하에 있었으며 정원은 1명이고, 때론 임명되지 않는 경우도 있었다. 바둑 가원인 혼인보 가, 이노우에 가, 야스이 가, 하야시 가의 4개 가문에서 담당자가 뽑혀 취임했고, 취임하기 위해서는 명인의 기량을 가지고 있어야 했다. 도쿠가와 이에야스가 바둑을 애호했기 때문에 쇼기를 관리하는 벼슬인 장기소보다 서열이 높았다.
간분 2년(서기 1662년)에 바둑과 장기가 사사봉행의 관할하에 놓이게 되었고, 간분 8년(서기 1668년) 10월 18일 막부가 야스이 산치를 최초의 기소로 임명한 것이 시초이다.
바둑 4가의 각 당주는 이 기소 자리를 둘러싸고 각종 정치공작을 벌이기도 했다. 미토번주 도쿠가와 나리아키, 노중 마쓰다이라 야스토오, 사사봉행 등이 연루된 혼인보 죠우와와 이노우에 겐난인세키의 암투가 유명하다.

## 역대 기소
- 야스이 산치: 1668년 ~ 1676년
- 혼인보 도우사쿠: 1677년 ~ 1702년
- 이노우에 도우세쓰인세키: 1710년 ~ 1719년
- 혼인보 도우치: 1721년 ~ 1727년
- 혼인보 사쓰겐: 1770년 ~ 1788년
- 혼인보 죠우와: 1831년 ~ 1839년